# Convenzione di Basilea
La Convenzione di Basilea o Convenzione di Basilea sul controllo dei movimenti oltre frontiera di rifiuti pericolosi e sulla loro eliminazione (Basel Convention on the Control of Transboundary Movements of Hazardous Wastes and Their Disposal) è un trattato internazionale, sotto l'egida del Programma delle Nazioni Unite per l'ambiente, pensato per ridurre i movimenti di rifiuti pericolosi tra i paesi e, in particolare, per impedire il trasferimento di rifiuti pericolosi dai paesi sviluppati verso i paesi in via di sviluppo. Non riguarda, invece, i rifiuti radioattivi. La convenzione ha anche lo scopo di ridurre al minimo il tasso e la tossicità dei rifiuti prodotti, di garantirne una gestione ecologicamente corretta, il più vicino possibile alla fonte di produzione, e di assistere i paesi meno sviluppati nella gestione ecologicamente corretta dei rifiuti pericolosi e di altro tipo che producono.
Il testo della Convenzione di Basilea è stato adottato il 22 marzo 1989 ed è entrato in vigore il 5 maggio 1992. La Convenzione è stata ratificata da 189 paesi, compresa l'Unione europea; gli Stati Uniti e Haiti l'hanno sottoscritta ma non ratificata. 

## Storia
Con l'inasprimento delle leggi ambientali nei paesi sviluppati negli anni '70 del XX secolo, i costi di smaltimento dei rifiuti pericolosi sono aumentati notevolmente. Allo stesso tempo, la globalizzazione del trasporto marittimo ha reso più accessibile il movimento transfrontaliero di rifiuti e molti paesi in via di sviluppo erano alla ricerca di finanziamenti esteri. Di conseguenza, il commercio di rifiuti pericolosi, in particolare verso i paesi in via di sviluppo, è cresciuto rapidamente.
Uno degli incidenti che ha portato alla Convenzione di Basilea è stato il caso Khian Sea, una nave da carico che trasportava le ceneri dell'inceneritore di Filadelfia, negli Stati Uniti. Salpata il 31 agosto 1986, solo nel dicembre del 1987 la Khian Sea riuscì a scaricare su una spiaggia di Haiti 4 000 tonnellate, dichiarate fertilizzanti. Dopo molti mesi di inutili tentativi, e cambiando più volte nome, si ritiene che il resto del carico sia stato scaricato nell'Oceano indiano, tra Singapore e Sri Lanka.
Un altro è il caso delle "navi dei veleni": 8 000 barili di rifiuti pericolosi, suddivisi in cinque carichi, dall'Italia al porto fluviale di Koko, in Nigeria, nel periodo dal luglio del 1987 al maggio del 1988. Il caso comportò forti tensioni tra il governo nigeriano e il governo italiano.
Il 17 giugno 1987 il Consiglio direttivo del Programma delle Nazioni Unite per l'ambiente ha approvato le "Linee guida del Cairo", uno strumento giuridico non vincolante, concepito principalmente per assistere i governi nazionali nello sviluppo e nell'attuazione delle loro politiche di gestione dei rifiuti pericolosi.
Dopo cinque sessioni preparatorie, il 20-22 marzo 1989 si è tenuta a Basilea la Conferenza dei plenipotenziari per la Convenzione mondiale sul controllo dei movimenti transfrontalieri di rifiuti pericolosi che si è conclusa con l'approvazione dell'Atto finale; è entrata in vigore il 5 maggio 1992 ed è stata registrata al n. 28911 dell'United Nations Treaty Collection.
Nel 1995 la terza Conferenza delle Parti (COP3), che si è tenuta a Ginevra (Svizzera), ha adottato il Ban Amendment, che prevede il divieto di esportazione di tutti i rifiuti pericolosi dagli Stati elencati nell'allegato VII della Convenzione (Organizzazione per la cooperazione e lo sviluppo economico, Unione europea e Liechtenstein) a tutti gli altri Stati.
Nel 1998, la quarta Conferenza delle Parti (COP4), che si è tenuta a Kuching (Malaysia), ha approvato i nuovi allegati VIII e IX, nei quali sono elencati i rifiuti pericolosi oggetto della Convenzione.
Nel 1999, la quinta Conferenza delle Parti (COP5), che si è tenuta a Basilea, ha adottato il Protocollo sulla responsabilità e il risarcimento dei danni derivanti da movimenti transfrontalieri di rifiuti pericolosi e loro smaltimento (Protocol on Liability and Compensation for Damage Resulting from Transboundary Movements of Hazardous Wastes and Their Disposal).
Il Protocollo prevede, a sostegno dei paesi in via di sviluppo, un regime globale di responsabilità nonché un risarcimento adeguato e tempestivo per i danni derivanti dal movimento transfrontaliero di rifiuti pericolosi e altri rifiuti, compresi gli incidenti occorsi a causa del traffico illegale di tali rifiuti.
Il Protocollo non è ancora entrato in vigore.
Nel 2006, l'ottava Conferenza delle Parti (COP8), che si è tenuta a Nairobi (Kenya), ha adottato la dichiarazione per la gestione ecologicamente corretta dei rifiuti elettrici ed elettronici dai paesi sviluppati ai paesi in via di sviluppo e ai paesi con economie di transizione; per la promozione di tecnologie pulite per la produzione di prodotti elettronici, compresa l'eliminazione graduale delle sostanze pericolose utilizzate.
Nel 2008, la nona Conferenza delle Parti (COP9), che si è tenuta a Bali (Indonesia), ha adottato la dichiarazione per la gestione dei rifiuti per la salute umana e per i 
mezzi di sostentamento, che sottolinea l'importanza di una gestione dei rifiuti rispettosa dell'ambiente. Lo smaltimento incontrollato dei rifiuti in discariche non conformi allo stato attuale della tecnicologia, comporta spesso un forte inquinamento delle acque sotterranee, costituendo un grave pericolo per la popolazione locale.
Nel 2011, la decima Conferenza delle Parti (COP10), che si è tenuta a Cartagena de Indias (Colombia), ha adottato la Dichiarazione di Cartagena sulla prevenzione, minimizzazione e recupero dei rifiuti pericolosi e di altri rifiuti (Cartagena Declaration on the Prevention, Minimization and Recovery of Hazardous Wastes and Other Wastes), con la quale si riconosce che, nonostante gli sforzi e i progressi compiuti nei primi vent'anni della Convenzione di Basilea, il volume dei rifiuti pericolosi e di altro tipo ha continuato ad aumentare a livello globale e i movimenti transfrontalieri di rifiuti pericolosi non sono diminuiti. Per affrontare le minacce che derivano per la salute umana e l'ambiente, le Parti si sono impegnate a promuovere e attuare strategie più efficaci di prevenzione e minimizzazione dei rifiuti, ad adottare misure per svincolare la crescita economica e l'impatto ambientale e a incoraggiare sforzi globali e regionali più sistematici e completi per un migliore accesso a metodi di produzione più puliti, anche attraverso il rafforzamento delle capacità e del trasferimento tecnologico.
Nel 2012, i Segretariati delle Convenzioni di Basilea, Rotterdam e Stoccolma, sono passati da tre strutture separate a un unico Segretariato al servizio delle tre convenzioni.

Nel 2013, l'undicesima Conferenza delle Parti (COP11) della Convenzione di Basilea si è tenuta a Ginevra, contestualmente alla COP6 della Convenzione di Rotterdam e alla COP6 della Convenzione di Stoccolma, con le quali le tre convenzioni accolgono con favore i paragrafi 89 e 213–223 del documento finale della Conferenza delle Nazioni Unite sullo sviluppo sostenibile, The Future We Want, relativi alla corretta gestione delle sostanze chimiche e dei rifiuti, compresa la riaffermazione dell'obiettivo di raggiungere entro il 2020 la corretta gestione delle sostanze chimiche durante tutto il loro ciclo di vita e dei rifiuti pericolosi e l'invito a rafforzare ulteriormente il coordinamento e la cooperazione con i principali soggetti a tutti i livelli; segnalano la disponibilità a cooperare e coordinarsi con la Convenzione di Minamata sul mercurio; accolgono con favore il sostegno finanziario previsto dal sesto rifinanziamento (GEF-6) del Fondo mondiale per l'ambiente.
Nel 2019, la quattordicesima Conferenza delle Parti (COP14) ha adottato ulteriori emendamenti agli allegati II, VIII e IX della Convenzione che includono la maggior parte dei rifiuti di plastica pericolosi o potenzialmente pericolosi nelle materie regolamentate.
Gli emendamenti così modificati sono entrati in vigore il 1º gennaio 2021.

Benché gli Stati Uniti non abbiano ratificato la Convenzione, secondo il Basel Action Network (BAN), le spedizioni di rifiuti di plastica dagli Stati Uniti sono considerati «traffico criminale» e i vettori di tali spedizioni potrebbero essere soggetti a responsabilità.

## Pubblicazioni
- (EN) Basel Convention on the Control of Transboundary Movements of Hazardous Wastes and Their Disposal, Ginevra, Secretariat of the Basel Convention, aprile 2020.